# نموذج درود

في نموذج درود الإلكترونات بالأزرق تصطدم باستمرار بين الأيونات الكريستال الثقيلة الساكنة.

نموذج درود اقترح بول درود سنة 1900 م نموذجه، والذي يحمل اسمه لظاهرة التوصيل الكهربائي من أجل شرح خاصيات التنقل التي يتمتع بها الإلكترون داخل المادة (خصوصا المعادن) للإشارة فإن النموذج تطبيق لنظرية الحركة الحرارية.
يفترض النموذج أن السلوك الميكروسكوبي للالكترونات في لا يتجاوز إطار قوانين الفيزياء الكلاسيكية فهو يشبه لعبة البينبول مكونة من سرب الكترونات تتدحرج بين الأيونات الموجبة الثابتة.
نتج عن هذه النمذجة معادلتان مهمتان :
- معادلة حركة الإلكترون:  {\displaystyle {\frac {d}{dt}}\langle \mathbf {p} (t)\rangle =q\left(\mathbf {E} +{\frac {\langle \mathbf {p} (t)\rangle \times \mathbf {B} }{m}}\right)-{\frac {\langle \mathbf {p} (t)\rangle }{\tau }}}
- و الثانية علاقة خطية بين الحقل الكهربائي وكثافة التيار الكهربائي: {\displaystyle \mathbf {J} =\left({\frac {nq^{2}\tau }{m}}\right)\mathbf {E} }

حيث يعبر t عن الزمن ⟨p⟩ عزم الإلكترون المتوسط شحنته q وكتلته m بينما يعبر n عن عدد الالكترونات في وحدة الحجم و T الزمن المميز لمدة النظام الانتقالي يتعلق بكتلة الإلكترون وبمعامل الاحتكاك مع الأيونات، تؤكد العلاقة الثانية صحة واحد من أهم قوانين علم  الكهرومغناطيسية وهوقانون أوم.
عام 1905 طور هنريك أنتون لورنتز النموذج إلا أنه بقي ضمن الفيزياء الكلاسيكية إلى غاية 1933 ليدعم بنتائج نظرية ميكانيكا الكم بواسطة أرنولد سومرفيلد وهانز بيث ما سمي نموذج درود-سومرفيلد.

## فرضيات
- يعتبر نموذج درود أن المعادن مكونة من أيونات موجبة نزع منها عدد من الإلكترونات الحرة ذات شحنة سالبة والتي بدورها يعتبرها دون موقع محدد في المعدن وذلك راجع لأن السحابات الالكترونية للأيونات  متداخلة فيما بينها .[3]
- يهمل أيضا التأثيرات البينية طويلة الأمد بين الإلكترونات والأيونات أو بين الإلكترونات ويقر فقط بالتصادمات، معدل مدة التصادم هو T كما أن طبيعة الطرف الآخر في التصادم لا تهم في حسابات ونتائج نموذج درود.
- سرعة الإلكترون و اتجاه حركته تتعلقان فقط بالحرارة المحلية ولا تتعلق بسرعته قبل التصادم.

## استنتاج قانون أوم

### في النظام المستمر

استجابة الالكترونات لحقل كهربائي مستمر.

ديناميكا النموذج يمكن أن تقود لقانون أوم إذا ما اعتبرنا إلى جانب قوة الحقل الكهربائي قوة ناتجة عن الاحتكاك بالايونات .
{\displaystyle \langle \mathbf {p} (t_{0}+dt)\rangle =\left(1-{\frac {dt}{\tau }}\right)\left(\langle \mathbf {p} (t_{0})\rangle +q\mathbf {E} dt\right)}
ما يعطي بتطبيق قانون نيوتن الثاني المعادلة التفاضلية التالية:
{\displaystyle {\frac {d}{dt}}\langle \mathbf {p} (t)\rangle =q\mathbf {E} -{\frac {\langle \mathbf {p} (t)\rangle }{\tau }}}
و حلها كالتالي:
{\displaystyle \langle \mathbf {p} (t)\rangle =q\tau \mathbf {E} (1-e^{-t/\tau })+\langle \mathbf {p(0)} \rangle e^{-t/\tau }}

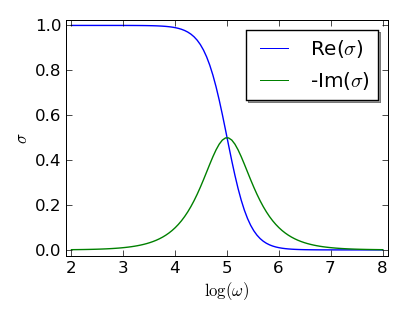
المواصلة العقدية بدلالة النبض σ_{0} = 1.

في النظام الدائم أي بعد وقت أكبر من T ب10 أضعاف فإن الحد الأسي يصبح مهمل فنحصل على ما يلي:
{\displaystyle \langle \mathbf {p} \rangle =q\tau \mathbf {E} }
العلاقتان بين J كثافة التيار والسرعة وبين كمية الحركة والسرعة تكتبان كالتالي :
{\displaystyle \langle \mathbf {p} \rangle =m\langle \mathbf {v} \rangle }
{\displaystyle \mathbf {J} =nq\langle \mathbf {v} \rangle }
و نحصل من العلاقات الثلاث على قانون أوم
{\displaystyle \mathbf {J} =\left({\frac {nq^{2}\tau }{m}}\right)\mathbf {E} }